# Катакора, Хуан Басилио
Хуан Басилио Катакора-и-Эредиа (исп. Juan Basilio Catácora y Heredia; 12 июля 1760, Ла-Пас, Королевская аудиенсия Чаркас — 29 января 1810, там же) — боливийский патриот, один из главных участников революции 16 июля 1809 года в Ла-Пасе, призвавший народ к борьбе за независимость. Член революционного совета («Хунта Туитива»). В ходе последующих репрессий казнён испанскими колонизаторами (повешен в городе Ла-Пас).

## Биография
Хуан Базилио Катакора-и-Эредиа родился в Ла-Пасе 12 июля 1760 года в семье Агустина Катакоры и Марии Эредиа, уроженцев Акоры. Он начал свою учёбу в Куско, куда его отправили ещё ребёнком и где он получил степень бакалавра права. Юридическое обучение завершил в Королевском и Папском университете Святого Франциска Ксаверия в Чукисаке.
Вернувшись в Ла-Пас, он успешно посвятил себя своей профессии. Он был советником алкальда Хосе Санхинеса, защитника бедных.
В 1805 году вместе с Педро Доминго Мурильо он был одним из лидеров нарождавшегося движения за независимость.
После Чукисакской революции, 16 июля 1809 года, произошло восстание в Ла-Пасе. Катакора был среди его сторонников, и когда начались беспорядки, он отправился в монастырь Санто-Доминго, чтобы призвать жителей колоколом, а затем в кабильдо, где он был объявлен представителем народа, как и планировали революционеры.
19 июля он обратился к людям, собравшимся на центральной площади, из окон дворца, объясняя мотивы движения. 22 июля был сформирован правительственный совет (революционная хунта) под председательством полковника Педро Доминго Мурильо, выступающий за независимость. В него вошли Себастьян Апарисио, Хуан Мануэль Касерес, Грегорио Гарсия Ланса, Мельхор Леон де ла Барра (священник Какьявире), Хосе Антонио Медина (из Тукумана, священник Сика-Сика), священник Хуан Мануэль Меркадо (из Чукисакеньо), Хуан де ла Крус Монхе-и-Ортега и Хуан Басилио Катакора. Позже были назначены другие замещающие члены или добавленные граждане: Себастьян Арриета (казначей), Антонио де Авила, Франсиско Диего Паласиос и Хосе Мария Сантос Рубио (торговцы), Буэнавентура Буэно (учитель латыни) и Франсиско X. Итуррес Патиньо. Вместе с Грегорио Гарсиа Ланса и Буэнавентурой Буэно Катакора был одним из инициаторов сжигания налоговых и долговых бумаг.
4 октября он покинул город по состоянию здоровья. В Эскоме он был схвачен Франсиско Маури и передан в распоряжение Чукуито Хосе Тадео Гаранте. 7 декабря он был доставлен в плен в штаб-квартиру Хосе Мануэля де Гойенече в Ла-Пасе.
Катакора дал показания 10 декабря перед Лопесом де Сеговией и сознался 8 января 1810 года. Его приговорили к смертной казни, о которой ему сообщили в семинарии, куда водили пленных.
Его поместили в часовню 26 января и казнили через повешение 29 января 1810 года, как и Мурильо. Его тело было доставлено в Ла-Мерсед и похоронено на кладбище. Хуан Басилио Катакора остался холостым и жил со своей сестрой Марселой.